# June Collyer
June Collyer (Dorothea Heermance: Nueva York, 19 de agosto de 1906 - Los Ángeles, de California, 16 de marzo de 1968) fue una actriz cinematográfica estadounidense que trabajó principalmente en los años veinte y treinta. 
Era hermana de Bud Collyer, y su cuñada era la actriz Marian Shockley. Collyer eligió como apodo el nombre de soltera de su madre. Su primer papel de importancia llegó en 1927 con East Side, West Side (Titanic). Rodó un total de once películas en la época del cine mudo y, a diferencia de otros muchos artistas de su tiempo, hizo con éxito la transición al cine sonoro. 
En 1928 fue escogida como una de las trece "WAMPAS Baby Stars", un honor que su futura cuñada Marian Shockley recibiría en 1932. En 1930 Collyer trabajó junto a Louise Dresser y Joyce Compton en The Three Sisters, y ese mismo año actuó con Claudia Dell en Sweet Kitty Bellairs (La dulce Kitty). Interpretó diecinueve películas entre 1930 y 1936. En los años cuarenta no trabajó, en buena parte por no recibir ofertas interesantes. En los años cincuenta volvió a actuar, con un papel regular en la serie televisiva The Stu Erwin Show, entre 1951 y 1955. También actuó en un episodio de la serie de 1958 Playhouse 90, tras lo cual se retiró.
Estuvo casada con el actor Stuart Erwin. Vivió en Los Ángeles (California). falleciendo en la misma a los 61 años de edad en 1968, a causa de una neumonía.